# ۱۸۸۱
این صفحه فهرستی از وقایع مهم سال ۱۸۸۱ میلادی ارائه می‌کند.

## زادروزها
- ۳۱ ژانویه – ایروینگ لانگمویر، فیزیک‌دان و شیمی‌دان آمریکایی (د. ۱۹۵۷)
- ۱۹ مه – مصطفی کمال آتاترک، نظامی و سیاست‌مدار اهل ترکیه و نخستین رئیس‌جمهور این کشور (د. ۱۹۳۸)
- ۳۰ مه – گئورگ فن کوشلر، نظامی و فیلدمارشال آلمانی (د. ۱۹۶۸)
- ۹ ژوئن – ماریون لئونارد، بازیگر آمریکایی (د. ۱۹۵۶)
- ۲۷ ژوئیه – هانس فیشر، شیمی‌دان آلمانی (د. ۱۹۴۵)
- ۸ اوت – اوالت فن کلایست، نظامی و فیلدمارشال آلمانی
- ۲۹ اوت – آلفرد فیشر، معمار و استاد دانشگاه اهل آلمان (د. ۱۹۵۰)
- ۵ سپتامبر – اتو باور، سیاست‌مدار و دیپلمات اتریشی (د. ۱۹۳۸)
- ۱۲ سپتامبر – آدولف هونلاین، نظامی آلمانی (د. ۱۹۴۲)
- ۴ اکتبر - والتر فن براوخیچ، نظامی و فیلدمارشال آلمانی و فرمانده نیروی زمینی این کشور در دوره رایش سوم (د. ۱۹۴۸)
- ۲۲ اکتبر – کلینتون دیویسون، فیزیک‌دان آمریکایی (د. ۱۹۵۸)
- ۲۵ اکتبر – پابلو پیکاسو، نقاش، پیکرتراش، طراح صحنه و سفالگر اسپانیایی و خالق سبک کوبیسم
- ۲۶ اکتبر – مارگارت ویچرلی، بازیگر بریتانیایی (د. ۱۹۵۶)
- ۲۴ دسامبر – خوآن رامون خیمنس، شاعر اسپانیایی و برنده جایزه نوبل ادبیات در سال ۱۹۵۶ (د. ۱۹۵۸)

## درگذشت‌ها
- ۱۳ مارس – الکساندر دوم، امپراتور روسیه (ز. ۱۸۱۸)
- ۲۸ مارس – مودست موسورگسکی، آهنگساز روسی (ز. ۱۸۳۹)
- ۱۹ آوریل – بنجامین دیزرائیلی، سیاست‌مدار بریتانیایی (ز. ۱۸۰۴)
- ۷ سپتامبر – سیدنی لنیر، شاعر آمریکایی (ز. ۱۸۴۲)
- ۱۹ سپتامبر – جیمز آبرام گارفیلد، افسر، وکیل و سیاست‌مدار آمریکایی (ز. ۱۸۳۱)